# FeedReader
FeedReader — программа для чтения RSS (RSS-агрегатор), для операционной системы Windows, распространяемая по лицензии freeware. Программа создана эстонской компанией i-Systems Inc. Имеет многоязычный интерфейс.
С помощью FeedReader можно создать избранную базу RSS-лент, осуществлять поиск по статьям, добавлять метки.
Программа применяет функцию Intelliupdate, которая изучает частоту обновлений статей в каждой отдельной ленте и впоследствии обновляет статьи с этой частотой.

## Веб-агрегатор
Помимо локальной программы FeedReader, планируется дополнительный сервис веб-агрегатора FeedReader Anywhere.